# Han är hos er
Han är hos er är en psalm med text skriven av Ylva Eggehorn 1976. Musiken är skriven 1991 av Jan Ferm.

## Publicerad i
- Psalmer i 90-talet som nr 850 under rubriken "Kyrkans år".
- Psalmer i 2000-talet som nr 937 under rubriken "Kyrkans år"